# Cassiano di Autun
Cassiano (... – Autun, IV secolo) è stato vescovo di Autun nel IV secolo, venerato come santo dalla Chiesa cattolica.
La più antica attestazione sul vescovo Cassiano è quella contenuta nel De gloria confessorum di Gregorio di Tours (fine VI secolo), che testimonia di aver visto la sua tomba a Autun, assieme a quella di san Simplicio, sulla quale accorrevano numerosi malati per essere guariti. Secondo Gregorio, Cassiano succedette a san Retizio sulla cattedra di Autun, e fu seguito da Egemonio. Retizio prese parte al concilio di Arles nel 314, per cui l'episcopato di Cassiano è successivo a questa data, e prima del 346, anno in cui sembra documentato il vescovo Simplicio.
Di san Cassiano esiste una Vita databile al IX secolo e fort suspecte, secondo la quale Cassiano, nativo di Alessandria d'Egitto, fu fatto vescovo di Orta in Egitto al tempo dell'imperatore Gioviano (363-364); lasciata la sua diocesi, si recò in Gallia e fu accolto a Autun dal vescovo Simplicio, a cui succedette dopo quattro anni; governò la Chiesa di Autun per 20 anni. Questi dati e la successione cronologica non sono tuttavia compatibili con la testimonianza di Gregorio di Tours. Le varianti presenti nella tradizione testuale della Vita hanno fatto di Cassiano un vescovo di Ostia o di Orte nella Tuscia.
Menzionato al 5 agosto nel martirologio geronimiano, da qui la sua commemorazione passò nel Martirologio Romano redatto dal Baronio. L'odierno martirologio, riformato a norma dei decreti del concilio Vaticano II, ricorda il santo vescovo con queste parole: